# Mikorzyn (województwo kujawsko-pomorskie)
Mikorzyn – wieś w Polsce położona w województwie kujawsko-pomorskim, w powiecie włocławskim, w gminie Lubanie.
W latach 1975–1998 miejscowość administracyjnie należała do województwa włocławskiego.